# Ägräs
Als Ägräs (auch Äkräs, Ägrässei oder Egres) wird entweder ein Vegetations- und Fruchtbarkeitsgott in der finnischen Mythologie oder nach Überlieferung möglicherweise auch ein christlicher Heiliger bezeichnet.
So kommt der Name ab 1900 als Bezeichnung für eine Doppelrübe auf.
Er gibt nach einer Überlieferung den Menschen Getreide, Kartoffeln, Roggen und Gerste, nach einer anderen Bohnen, Linsen, Rüben, Kohl und Hanf. Nach einer weiteren Überlieferung gibt er nur Rüben. Beim Beginn des Rübensteckens sprach man dreimal ein Gebet, wo man Ägras darum bat die Rüben für alle Menschen wachsen zu lassen, egal ob Arm, Reich oder Dieb.
Er wurde wohl, beispielsweise im russischen Karelien, neben die christlichen Heiligen gestellt. Dabei ist umstritten unter Wissenschaftlern gewesen, ob es sich bei ihm um einen ursprünglich heidnischen Geist handelt, oder um einen katholischen Patron. So wurde Ägras teilweise als Ableitung des Namens Gregorius gesehen. So findet man zwar im römisch-katholischen Katalog der Heiligen keinen Ägras, wo man ihn laut Analyse suchen soll, da in der russischen Bevölkerung von Archangelsk der heilige Onuphrei der Patron der Rüben sei, so allerdings wird vom ersten lutherischen Bischof Finnlands Agricola der heilige Gregorius Pyhe Greus genannt wurde und diese Bezeichnung soll zur späteren Verehrung als Heiligem geführt haben. Als Ursprung dieser Entwicklung wird auch gesehen, dass der römisch-katholische Heiligenkalender vor dem 13. Jahrhundert sich vom Erzbistum Hamburg-Bremen nach Karelien ausgebreitet hat und dort in die örtliche Folklore Einzug fand. Teilweise wird vermutet, dass sein Name auf ein Wort zurückgeht, was Kreuz bedeutet.